# Callidium sequoiarium
Callidium sequoiarium là một loài bọ cánh cứng trong họ Cerambycidae.